# Irina Mikitenko
Irina Mikitenko née Volynskaya (em russo:  Ирина Волынская (Микитенко); Bakanas, 23 de agosto de 1972) é uma fundista alemã nascida no Casaquistão, quando este fazia parte da União Soviética. Participante de quatro Jogos Olímpicos por países diferentes, ela já venceu a Maratona de Berlim e duas vezes a Maratona de Londres.
Começou a disputar corridas de longa distância aos 14 anos, especializando-se em provas de fundo em pista. Em 1996, representou o Casaquistão nos 5000 metros em Atlanta 1996, seus primeiros Jogos, com uma participação modesta. De ascendência alemã, após estes Jogos ela imigrou para a Alemanha com o marido e estabeleceu-se no estado de Hesse. Com a nova cidadania, se tornou a recordista alemã dos 5000 m e dos 10000 m e campeã nacional de cross-country. Sua participação em campeonatos e eventos mundiais de expressão, entretanto, a deixaram sempre próxima de uma medalha nos 5000 m mas sempre fora do pódio. Nos Mundiais de Sevilha 1999 e Edmonton 2001, conseguiu a 4ª e a 5º colocação, respectivamente. Nos Jogos de Sydney 2000, ficou novamente na 5ª colocação. Depois de um 7º lugar em Atenas 2004, Irina deixou as pistas para ter um filho.
Foi a partir de seu retorno, dois anos depois, e com o treinamento voltado para a maior das distâncias, a maratona, que ela se tornou uma estrela internacional do atletismo. Irina estreou em maratonas na Maratona de Berlim em setembro de 2007, ficando em segundo lugar e se classificando para disputar a prova em Pequim 2008. Em abril de 2008, antes do Jogos, apenas em sua segunda maratona internacional de alto nível, ela venceu a Maratona de Londres em 2:24:12 , credenciando-se a uma medalha nos Jogos. Em Pequim, porém, devido à uma contusão e dores no quadril, ela foi obrigada a abandonar a prova. Retornou às ruas em setembro do mesmo ano, recuperada, e venceu a Maratona de Berlim, com a marca de 2:19:19, tornando-se a quarta mulher mais rápida nessa prova.
Em novembro de 2008, ela ganhou o prêmio de melhor maratonista da World Marathon Majors no valor de US$500 mil, depois de um empate na pontuação final com a etíope Gete Wami, decidido pela votação entre os diretores de provas.
Em 2009, voltou a vencer em Londres – 2:22:11 – com mais de um minuto na frente da segunda colocada. A morte de seu pai, em julho, porém, a abalou emocionalmente e ela não conseguiu reencontrar a forma durante os treinamentos para o Campeonato Mundial de Atletismo de 2009,  que seria realizado em casa, na própria Berlim, e foi obrigada a deixar a equipe alemã. Em outubro conseguiu voltar à forma e ficou em segundo na Maratona de Chicago, conquistando no fim do ano o prêmio da WMM pela segunda vez consecutiva.
Contusões nas canelas afetaram sua forma física e em 2010 e 2011 Irina não conseguiu outras vitórias expressivas na maratona, apesar do segundo lugar em Berlim em 2011 – 2:22:18. Esperança da Alemanha para o Jogos de Londres 2012, ela conseguiu apenas o 14º lugar na maratona olímpica, aos 39 anos de idade.

## Vida pessoal
Irina Mikitenko é casada com seu treinador, Alexander Mikitenko, com quem tem dois filhos. Ela tem 1,58 m e pesa 48 kg. Seu sogro, Leonid Mikitenko, foi um atleta soviético que competiu nos 5.000 m dos Jogos da Cidade do México 1968. Em 1999, trocou o clube de atletismo que representava desde que chegou à Alemanha, o TV Gelnhausen, pelo Eintracht Frankfurt. Depois de sete anos representando aquela agremiação, desde 2006 vem competindo pelo TV Wattenscheid 01, de Bochum.